# Apparatspott – Dat mokt wie gistern
Apparatspott – Dat mokt wie gistern ist der dritte Spielfilm der Apparatspott-Reihe, einer Reihe von mehreren Parodien auf die Fernsehserie und Kinofilmreihe Star Trek in Plattdeutsch, die seit 1996 unter der Regie von Martin Hermann in Deutschland gedreht wurden. Sie wurde von den Filmemokers aus Sulingen produziert.
Die Reihe besteht aus den Filmen De Apparatspott – Ick heep keene Lust mehr hier ünnen, Apparatspott – Gerangel in Ruum un Tied sowie Apparatspott 3 – Dat mokt wie gistern.

## Entstehungsgeschichte
Apparatspott – dat mokt wi gistern entstand in zweieinhalbjähriger Arbeit ausschließlich in der Freizeit. Seit 2005 liefen – unter deutlich professionelleren Bedingungen als bei den vorhergehenden Produktionen – die Vorbereitungen für den dritten Film der Apparatspott-Reihe. Für diesen Film, für den die Dreharbeiten am 1. Oktober 2005 begannen, waren 150.000 € als Kostenpunkt angesetzt – ohne Vollkostenrechnung. Regulär kalkuliert wären Produktionskosten von mehr als 1,1 Millionen Euro entstanden. Fertigstellungstermin sollte 2007 sein; tatsächlich dauerte es etwas länger als geplant – bis Anfang 2008.

## Präsentation
Der Film hatte seine offizielle Premiere am 28. März 2008 in der Kreissparkasse Diepholz vor 500 geladenen Gästen. Vorher wurde er bereits am 7. Februar 2008 im Rahmen des „European Film Market“ auf der „Berlinale“ vom „Film & Medienbüro Niedersachsen“ (FMB) präsentiert. 
Inzwischen wurde der Film im ganzen norddeutschen Raum vorgeführt, u. a. in Hamburg, Bremen, Hannover, Oldenburg und Osnabrück.

## Handlung
Der Film beginnt mit dem Besuch eines Wissenschaftlers bei der Sulinger Bürgermeisterin. Diese will den Etat des Wissenschaftlers kürzen, da sein Projekt keine Ergebnisse aufweisen kann. Die Bürgermeisterin geht daraufhin in der sogenannten „Sulinger Tiedröhrn“ verschollen, woraufhin ein Rettungsteam ausgesendet wird.
Die Wissenschaftler haben mittlerweile herausgefunden, dass sich die Bürgermeisterin in der Steinzeit finden lassen müsste. Statt dort zu landen, findet sich das Rettungsteam, bestehend aus Chefkoch und Schrotty, zunächst im Mittelalter wieder, wo sie gefangen genommen werden. Chefkoch kann sich jedoch befreien und trifft auf Robert Hut, der ihm mit anderen hilft, Schrotty vor dem Galgen zu retten.
Nach der Rettung fliegen die beiden, nun in Begleitung von Spick und Kalle, per Apparatspott durch die Zeit in die Steinzeit, um die Bürgermeisterin zu retten. Währenddessen entdecken die beiden Putzfrauen der Sulinger Tiedröhrn, dass eben jene sabotiert wurde. In der Steinzeit wird die Bürgermeisterin vor den Augen der Retter von einem anderen Raumschiff entführt, kann jedoch nach einem Kampf befreit werden. In diesem Kampf wird der Apparatspott jedoch beschädigt.
Während all dieser Vorkommnisse wird in einer Nebenhandlung ein Traktor gestohlen, dessen Besitzer die Wissenschaftler verdächtigt. Er bricht in das Gebäude der Tiedröhrn ein und kommt durch diese ebenfalls in die Steinzeit, wo er auch seinen Traktor wiederfindet.
Nachdem der Apparatspott beschädigt wurde, stranden dessen Insassen im „Wilden Westen“. Hier treffen sie auch auf den bereits länger vermissten Kork, als sie verhaftet werden. Dieser ist jedoch kein Verbrecher, sondern leidet unter den Intrigen des Sheriffs. Nachdem Pulle als letzter Helfer gerufen wurde, reist dieser per Auto, an das die Tiedröhrn transportabel montiert wurde, ebenfalls in den Wilden Westen. Währenddessen übernehmen die beiden Putzfrauen der Tiedröhrn die Reparatur eben derer. Das inhaftierte Rettungsteam wird befreit und überwältigt mit Hilfe von Robert Hut, der aus dem Mittelalter mitgebracht wurde, den Sheriff und seine Männer. Im anschließenden Duell, das durch das Bauen eines Kartenhauses entschieden wird, wird der Sheriff endgültig besiegt und aus der Stadt gejagt.
Kork und Chefkoch beschließen daraufhin, im Wilden Westen zu bleiben, während der Rest, inklusive der Bürgermeisterin, nach Sulingen zurückkehrt. Dort wurde der Saboteur, dem die Bürgermeisterin den Etat kürzen wollte, festgenommen und die Tiedröhrn repariert.

Kalle kommt nicht in der Neuzeit an. Er ist "vor 125 Jahren" mit zwei Pferden hängengeblieben und mit dem "Kalle Spezial", einem hochprozentogen "Schluck" "steinreich" geworden. Sein Bruder Pulle, auf den der "Pulle Spezial" zurückgeht beschließt daraufhin, lieber keinen Alkohol mehr zu trinken.

## Kritik
Das gesprochene Plattdeutsch weist teils erhebliche grammatische Schwächen auf. Um einer flüssigen Handlung willen wird dies allerdings überwiegend gern toleriert.

## Preise/Auszeichnungen
- Nordwest Award der Bremer Landesbank[4]
- 2009: Heinrich-Schmidt-Barrien-Preis[4]